# Anatole de Barthélemy
Anatole de Barthélémy, nome completo Jean-Baptiste-Antoine-Anatole (Reims, 1º luglio 1821 – Ville-d'Avray, 27 giugno 1904), è stato un numismatico e archeologo francese, membro dell'Académie des inscriptions et belles-lettres.

## Biografia
Quando il padre, Hyacinthe-Claude Felix, allora sotto-prefetto, amministrava il dipartimento della Saona e Loira, Anatole de Barthelemy avendo notato una moneta gallica non identificata in una collezione privata, redasse immediatamente una memoria apparsa nel 1838 nella Revue numismatique di Cartier e la Saussaye.
Dopo questo primo inizio, a diciassette anni in una scienza cui fornirà più tardi due manuali, uno per la antichità, uno per il Medioevo e l'evo moderno, e ai progressi della quale ha lavorato fino alla sua morte, egli già appare come membro di varie società scientifiche. Nominato ispettore del Dipartimento della Loira, Barthélemy sedette nel bureau del nono Congresso Scientifico, riunito in Lione nel settembre 1841, e lesse in seduta pubblica una relazione sulla alcuni monumenti religiosi e feudali di Forez.
Divenne, passati pochi mesi, membro residente della Société des antiquaires de France mentre fu chiamato come allievo interno della École des chartes nel dicembre 1842.
Seguendo i desideri della famiglia Barthélemy studiò diritto a Poitiers dove, dopo la laurea, assistette il padre come segretario particolare nella gestione della Charente-Inférieure. Nominato segretario generale delle Côtes-du-Nord, il 2 novembre 1845, rinunciò al titolo di membro residente della Société des Antiquaires de France per essere solo un corrispondente. Rimase segretario generale delle Côtes-du-Nord per più di nove anni, fino a che il governo imperiale lo chiamò, il 31 dicembre 1854, al posto di sotto-prefetto di Belfort.
Quindi, anche se avrebbe preferito la successione del suo amico Duchalais al Cabinet des médailles de la Bibliothèque impériale, Barthélemy partì un po' a malincuore per Belfort in cui si trovò alle prese con fervide passioni politiche di cui finì per essere la vittima.
Nominato cavaliere della Légion d’honneur sul campo di battaglia il 31 dicembre 1859, fu trasferito, il 1º maggio 1860, à Neufchâtel ma, appena installatosi, sollecitò ed ottenne, il 20 dicembre dello stesso anno, la messa in aspettativa temporanea che quindi divenne definitiva.
Una volta installato definitivamente a Parigi, Barthélemy cominciò a pubblicare un nuovo zelo. La numismatica, che era rimasta la sua scienza preferita fin dall'adolescenza, non gli impedì di dedicare parte del suo tempo libero ad altri settori dell'archeologia e della stessa storia. Riprese e proseguì fino al sesto volume la raccolta, iniziata nel 1855 con Geslin de Bourgogne, intitolata: Anciens évêchés de Bretagne, histoire et monuments ; aggiornò il Nobiliaire d'Alsace e pubblicò dei documenti inediti sulla Ligue in Bretagna; contribuì più di chiunque altro a fondare la Revue de Champagne e a rilanciare la Revue numismatique.
Contribuì a importanti periodici quali Bibliothèque de l'École des Chartes, la Revue archéologique, la Revue des questions historiques, la Revue celtique, con molti articoli che spaziavano su praticamente tutti i campi della storia di Francia.
Percorrendo la Francia, esplorando i musei, risvegliano e sostenendo le vocazioni, indicando i punti interessanti da riconoscere e ricercare, Barthélemy seminò ovunque la buona parola. Le energiche sollecitazioni di qualche membro dell'’Académie des inscriptions lo decisero a porre la sua candidatura. Malgrado l'età presiedette questa Accademia nel 1900, ma, poiché in quell'anno la sua salute si era deteriorata, dovette sostituirlo a più riprese il vice presidente Robert Charles de Lasteyrie. Dopo aver trovato nuovo vigore con il nuovo secolo, la morte lo portò via dopo una breve malattia.